# Rambach (Wiesbaden)
Pour les articles homonymes, voir Rambach.
Rambach est un quartier de la ville de Wiesbaden en Allemagne.